# Mapulaca (kommun)
Mapulaca är en kommun i Honduras.   Den ligger i departementet Departamento de Lempira, i den västra delen av landet, 150 km väster om huvudstaden Tegucigalpa. Antalet invånare är 3 772.